# Liste des Israéliens lauréats du prix Nobel
Cet article dresse la liste des personnalités israéliennes ayant été récompensées par un prix Nobel.

## Prix Nobel de la paix
- 1978 : Menahem Begin
- 1994 : Shimon Peres
- 1994 : Yitzhak Rabin

## Prix Nobel de littérature
- 1966 : Shmuel Yosef Agnon

## Prix Nobel d’économie
- 2002 : Daniel Kahneman
- 2005 : Robert Aumann

## Prix Nobel de chimie
- 2004 : Aaron Ciechanover
- 2004 : Avram Hershko
- 2009 : Ada Yonath
- 2011 : Dan Shechtman
- 2013 : Michael Levitt
- 2013 : Arieh Warshel